# Sapromyza albipes
Sapromyza albipes är en tvåvingeart som beskrevs av Daniel William Coquillett 1904. Sapromyza albipes ingår i släktet Sapromyza och familjen lövflugor.
Artens utbredningsområde är Nicaragua. Inga underarter finns listade i Catalogue of Life.